# Kateřina Tučková
Kateřina Tučková (* 31. října 1980, Brno) je česká spisovatelka, historička umění, kurátorka galerie současného umění a v letech 2015–2018 programová ředitelka festivalu Meeting Brno.

## Život
Kateřina Tučková žila do šesti let věku v Moutnicích, dětství poté prožila v Kuřimi. Když žila v oblasti brněnské ulice Cejl, jež bývá nazývána brněnským Bronxem kvůli nynější početné romské komunitě, pátrání po historii této části města ji přivedlo k námětu jejího prvního románu Vyhnání Gerty Schnirch. V květnu roku 1945 odtamtud byly vyhnány německé rodiny a zařazeny do takzvaného brněnského pochodu smrti. Osobně se zúčastnila vzpomínkového pochodu za tyto vyhnance a uvedla, že jí tato aktivita pomáhala v autorské tvorbě.
Pochází ze čtyř sester. Když byla ještě dítě, její otec spáchal sebevraždu. Po maturitě na Gymnáziu na tř. Kapitána Jaroše v Brně v roce 1999, vystudovala dějiny umění a bohemistiku na Filozofické fakultě Masarykovy univerzity.
Doktorská studia na Ústavu pro dějiny umění Filozofické fakulty Univerzity Karlovy v Praze absolvovala v roce 2014 obhajobou disertační práce Skupina Radar. Jako motivaci k studiu uvedla, že se profesionálně věnuje současnému umění i období po roce 1945, kde ji zajímá „doba temna“ 50. let; na konci té doby někteří členové Skupiny 42 založili skupinu Radar.
Jako kurátorka vedla Kateřina Tučková brněnskou galerii ARSkontakt zaměřenou na nejmladší generaci umělců (2004–2006) a každoročně pořádala celostátní konfrontaci mladých malířů spojenou s Cenou ARSkontakt (2004–2011); posléze byla kurátorkou Výstavní síně Chrudim (2010–2018); nadále spolupracuje s řadou soukromých i veřejných galerií.[zdroj?]
V roce 2015 byla hostem 16. ročníku Měsíce autorského čtení.[zdroj?]
Léta 2015 se stala jednou z tváří Jsme v tom společně, kampaně iniciativy HateFree Culture.
V roce 2015 byla také iniciátorkou a do roku 2018 i programovou ředitelkou multižánrového kulturního festivalu Meeting Brno.
Kateřina Tučková je vdaná za Roberta Héderváriho. Žije v Praze a v Brně.

## Dílo

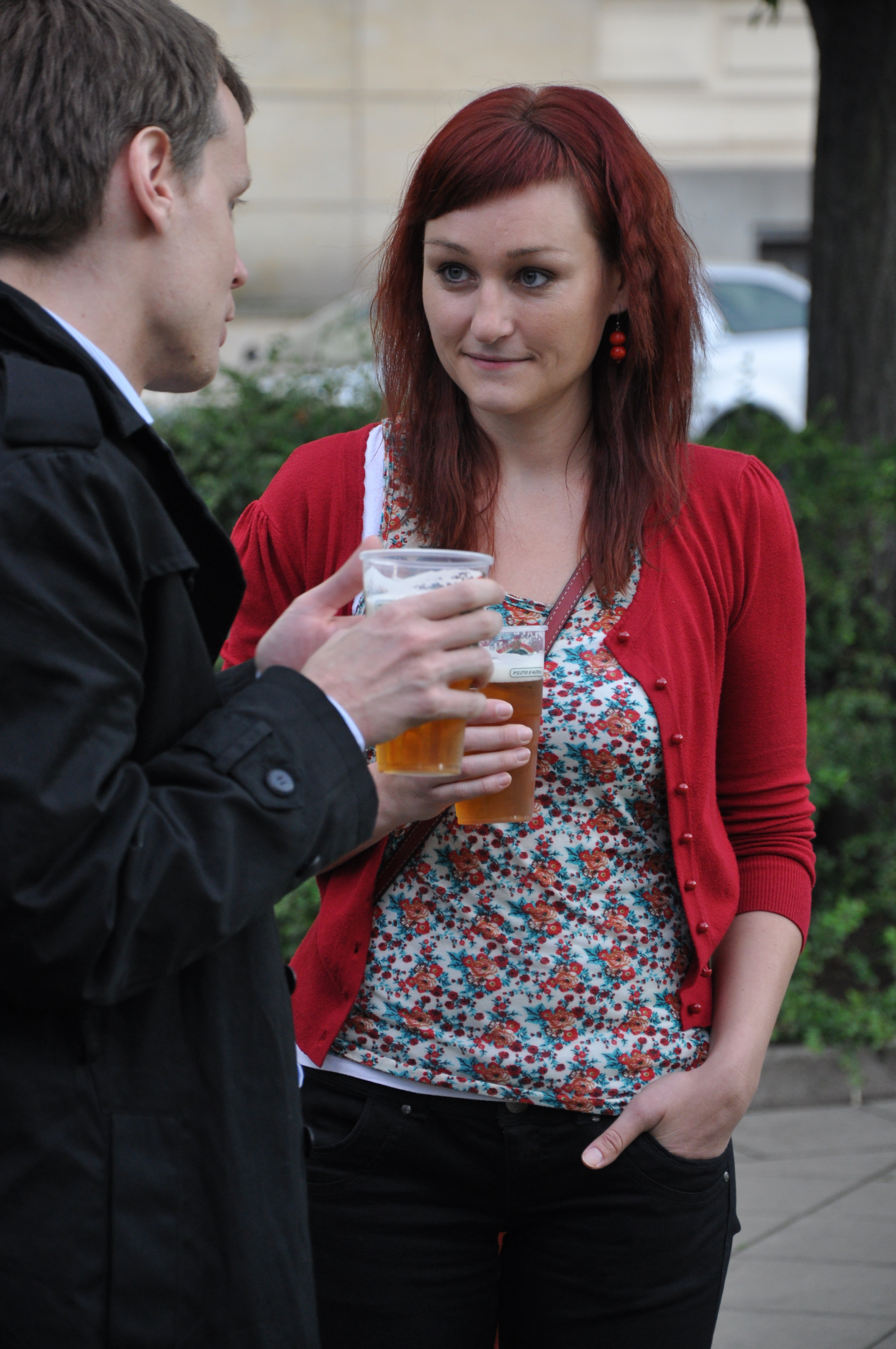
Kateřina Tučková v roce 2013

### Beletrie

#### Vyhnání Gerty Schnirch
Do povědomí veřejnosti vstoupila svou druhou knihou, románem Vyhnání Gerty Schnirch, již vydalo nakladatelství Host roku 2009, ve kterém zpracovala osud německé dívky vyhnané v květnu 1945 ze svého domova v tzv. „Brněnském pochodu smrti“. Kniha byla nominována na Cenu Jiřího Ortena a Cenu Josefa Škvoreckého. Nakonec získala čtenářskou cenu Magnesia Litera za rok 2010. Od října 2014 uvádělo adaptaci románu brněnské HaDivadlo, v režii Mariána Amslera. V roce 2013 vydalo audioknihu nakladatelství OneHotBook.

#### Žítkovské bohyně
V knize Žítkovské bohyně, vydané poprvé nakladatelstvím Host v roce 2012, se znovu zaměřila na českou historii, když v ní zachytila příběh výjimečného rodu léčitelek z oblasti Bílých Karpat, tzv. bohyň, někdy také nazývaných čarodějnice. Tento rod přežil čarodějnické procesy v 17. století, útlak církví a soudy během 19. století i dobu protektorátní totality, ale nakonec byl zdevastován komunistickým režimem. Za román získala řadu cen, například Cenu Josefa Škvoreckého a Magnesia Litera.
Román vyšel v říjnu 2012 v nakladatelství OneHotBook i jako audiokniha. Jeho divadelní adaptace v režii Doda Gombára se hrála od roku 2014 v Městském divadle Zlín. Kniha byla přeložena do třinácti jazyků. V roce 2014 vyšla v ukrajinštině v nakladatelství Komora v Kyjevě, také v makedonštině ve Skopje a polsky v nakladatelství Aféra. Románu Žítkovské bohyně, který vyšel v březnu 2012, se do července 2013 prodalo 50 000 výtisků bez započítání elektronické verze. Filmová práva zakoupila společnost Bionaut.[zdroj?]

#### Fabrika
Kniha líčí příběh Johanna Heinricha Offermanna, jednoho z nejvýznamnějších brněnských textilních podnikatelů a jeho potomků, povýšených do šlechtického stavu. V příběhu je barvitě popsána i rodinná historie rodu Offermannů a odráží se zde i celá 250 let trvající minulost města, nazývaného pro textilní minulost moravským Manchesterem. Publikace vyšla u příležitosti výstavy Brno – moravský Manchester, uspořádané v letech 2014 a 2015 v Moravské galerii v Brně a byla vydána nakladatelstvím Host roku 2014.[zdroj?]

#### Bílá Voda
Román líčí příběh ženy, kterou zklamal „světský“ život, a proto vstoupila do kláštera v Bílé Vodě. Na pozadí současného dění popisuje také dějiny řádových komunit od zrušení řeholních řádů přes jejich obnovení až do současnosti. Simuluje texty historických dokumentů, které však nejsou autentické, ale fabulované. Vydalo také nakladatelství Host v roce 2022.[zdroj?]

### Divadelní hry

#### Vitka
Divadelní hra volně inspirovaná osudem brněnské hudební skladatelky a dirigentky Vítězslavy Kaprálové, která se dokázala prosadit v oboru, který byl ve své době vyhrazen pouze mužům. Divadelní hra je doprovázena hudbou Petra Hromádky a několika úryvky ze skladeb Bohuslava Martinů a Vítězslavy Kaprálové; scénář vyšel i v knižní podobě. Vydalo nakladatelství Host v roce 2018.[zdroj?]
Hra byla uvedena v Divadle Husa na provázku v roce 2018. Režii měla Anna Petrželková. Titulní roli ztvárnila Tereza Marečková, která za ni byla nominována na Cenu divadelní kritiky v kategorii Ženský herecký výkon roku 2018 a také obdržela Cenu divadelních novin za herecký výkon sezony bez ohledu na žánry.

### Rozhlas
Roku 2022 pro projekt Střepy Českého rozhlasu Plus napsala krátkou povídku Epitaf, v reakci na útrapy, způsobené válkou na Ukrajině.

### Další dílo
Ze slovenštiny přeložila roku 2015 román Veroniky Šikulové Místa v síti.
Své romány píše v průměru tři roky, o tématu si dělá rozsáhlé rešerše.

## Ocenění
- 2010
  - Knižní klub – cena čtenářů (Vyhnání Gerty Schnirch)
  - nominace na Cenu Jiřího Ortena (Vyhnání Gerty Schnirch)
  - nominace na Literu za prózu v trámci Magnesia Litera (Vyhnání Gerty Schnirch)
- 2012
  - Literární Cena Josefa Škvoreckého (Žitkovské bohyně)
- 2013
  - Cena čtenářů České knihy (Žitkovské bohyně)
  - Magnesia Litera – Kosmas cena čtenářů (Žitkovské bohyně)
- 2017
  - Cena za svobodu, demokracii a lidská práva, udělil Ústav pro studium totalitních režimů[25]
- 2018
  - Literární cena Premio Salerno Libro d`Europa, udělená italským festivalem v Salernu
- 2022
  - Státní cena za literaturu (za román Bílá Voda s přihlédnutím k dosavadní literární tvorbě)[26]

## Kritická recepce
Kritické recepci próz Kateřiny Tučkové se věnují kvalifikační práce Pavly Hartmannové a Terezy Haasové.

## Seznam děl

### Beletrie
- Montespaniáda. Ilustrace Tereza Janečková. Brno: Větrné mlýny, 2006. 162 s. Dostupné online. ISBN 80-86907-33-3.
- Poslední večer in: Ty, která píšeš, Čítanka současné české ženské prózy. Artes Liberales, Vltavín, 2008. ISBN 978-80-254-1724-9. (povídka)
- Vyhnání Gerty Schnirch. Brno: Host, 2009. 413 s. Dostupné online. ISBN 978-80-7294-315-9.
- Žítkovské bohyně. Brno: Host, 2012. 450 s. Dostupné online. ISBN 978-80-7294-528-3.
- Fabrika. Brno: Host, 2014. ISBN 978-80-7491-479-9.
- Cesta, in: Miliónový časy: Povídky pro Adru. Praha: Argo, 2014. 141 s. ISBN 978-80-257-1029-6. (povídka)

ISBN 978-80-257-1029-6.
- Fajnová frajlenka, in: Krvavý Bronx. Brno: Druhé město, 2020. 275 stran.Dostupné online. ISBN 978-80-7227-436-9. S. 37. (povídka)
- Bílá Voda. Brno: Host, 2022. 688 s. ISBN 978-80-275-1057-3.

### Knihy pro děti
- Co skrývá les. Praha: Meander, [2022], ©2022. 20 nečíslovaných stran. (Repolelo; 43. svazek). ISBN 978-80-7558-169-3.

### Divadelní hry
- Vitka – vyšlo i knižně, Host 2018
- Bratr spánku – dramatizace románu rakouského autora Roberta Schneidera, Švandovo divadlo na Smíchově, 2018

### Spoluautorství
- TUČKOVÁ Kateřina, HÉDERVÁRI Robert. Můj otec Kamil Lhoták. Praha: Vltavín, 2008. Beletrizovaný životopis malíře Kamila Lhotáka napsaný spolu s jeho synem, Kamilem Lhotákem ml. Dostupné online. ISBN 978-80-86587-30-1.
- POLLACK Martin, TUČKOVÁ Kateřina, KRATOCHVÍL Jiří, FILIP Ota. Brněnský pochod smrti. 2012. ISBN 978-80-7443-044-2. (sborník o vyhnání brněnských Němců)
- KOLEČEK Michal: Na hraně příběhu – Sochy v ulicích. Libreto TUČKOVÁ Kateřina. Brno: Dům umění, 2013. ISBN 978-80-7414-652-7. (čtrnáct příběhů lemujících místní dějiny dvacátého století)
- TUČKOVÁ Kateřina, BŘEZINOVÁ Andrea, ZAPLETAL Tomáš. Fabrika: příběh textilních baronů z moravského Manchesteru. Brno: Host, 2014. Novela doprovázející výstavní projekt „Brno – moravský Manchester“ v Moravské galerii v Brně. Dostupné online. ISBN 978-80-7491-479-9.
- FUČÍKOVÁ, Renáta, TUČKOVÁ, Kateřina. Hrdinky: příběhy významných českých žen. Praha: Euromedia Group, 2020. 165 stran. (Universum). ISBN 978-80-242-6888-0.

### Odborná literatura
- Michael Rittstein: práce na papíře. Praha: Vltavín, 2005. 57 s. (Monografie; č. 8). ISBN 80-86587-14-2.
- Nová trpělivost. Praha: Vltavín, 2007. 71 s. ISBN 80-86587-19-3.
- Jaroslav Valečka. [Praha]: Vltavín, 2007. [48] s. ISBN 978-80-86587-21-9.
- Radim Malát. Praha: Vltavín, 2007. 45 s. (Monografie; sv. č. 19). Dostupné online. ISBN 978-80-86587-26-4.
- Slovem i obrazem. Praha: Vltavín, 2008. 103 s. ISBN 978-80-86587-29-5.
- Ohlédnutí za dílem Dobroslava Folla. Praha: Vltavín, 2008. 43 s. (Monografie; sv. 21). ISBN 978-80-86587-28-8.
- Normální malba, 2009
- Věra Sládková: prozaické dílo.[Praha]: Vltavín, 2009. 108 s. (Monografie). Dostupné online. ISBN 978-80-86587-34-9. (studie díla Věry Sládkové)
- Transfer: prezentace malířských ateliérů Akademie výtvarných umění v Praze. V Praze: Akademie výtvarných umění, 2008. 127 s. ISBN 978-80-87108-06-2.
- Katalogy výstav Výstavní síně Chrudim (2010 – )
- Stuck!!. Brno: ARSkontakt, 2014. 36 s. (Monografie; 13). ISBN 978-80-904288-9-8.
- Bezelstně provokativní umění Aleny Kupčíkové, 2015